# Aequi

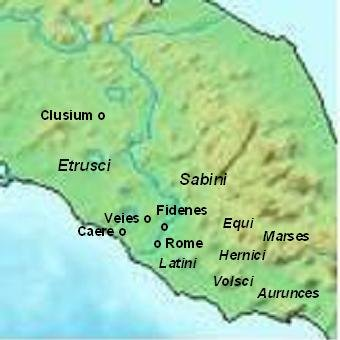
Het leefgebied van de Aequi

De Aequi waren een volk uit het noordoosten van Latium, in centraal Italië. De naam van de stam komt veelvuldig voor in de eerste 10 boeken van Ab Urbe Condita van Livius. Ze worden erin weergegeven als vijanden van Rome in de eerste drie eeuwen van het bestaan van de stad.

## Geschiedenis
Ze bewoonden de bovenste delen van de rivier de Anio, de Tolenus en de Himella (de laatste twee zijn bergstromen). Hun hoofdplaats zou ingenomen zijn door de Romeinen rond 484 v.Chr. en 90 jaar later nog eens, maar ze werden niet getemperd tot aan het einde van de Tweede Samnitische Oorlog, toen ze een lichte vorm van vrijheid zouden gekregen hebben. Ze hebben vele veldslagen gevochten tegen de Romeinen, waaronder de mythische 16-daagse veldtocht van Lucius Quinctius Cincinnatus in 458 v.Chr.
Het enige dat bekend is over de hierop volgende politieke staat van de Aequi is dat na de Bondgenotenoorlog alle stammen van Cliternia en Nersae verenigd lijken in een republiek Aequiculorum, die een municipium was van het gewone type. De Latijnse kolonies Alba Fucens (304 v.Chr.) en Carsioli (298 v.Chr.) zouden het gebruik van de Latijnse taal over het hele district verspreid hebben; door het district liep de hoofdroute (Via Valeria) naar Luceria en het Zuiden.
De Aequi aan het einde van de republikeinse periode staan bekend onder de naam Aequiculi/Aequicoli, georganiseerd als een municipium. Het gebied van het municipium zou het bovengebied van de vallei de Salto bevat hebben.

## Referentie
- R.S. Conway, art. Aequi, in Encyclopædia Britannica Eleventh Edition (1911), pp. 258-259.